# Dayton (Alabama)
Pour les articles homonymes, voir Dayton.
Dayton est une ville des États-Unis située dans l’État de l'Alabama et le comté de Marengo.
En 2000, sa population était de 60 habitants.

## Démographie
| 1870 | 1880 | 1890 | 1900 | 1910 | 1920 | 1930 | 1940 |
| ---- | ---- | ---- | ---- | ---- | ---- | ---- | ---- |
| 426  | 473  | 412  | 427  | 382  | 245  | 202  | 153  |

| 1950 | 1960 | 1970 | 1980 | 1990 | 2000 | 2010 | - |
| ---- | ---- | ---- | ---- | ---- | ---- | ---- | - |
| 85   | 99   | 115  | 113  | 77   | 60   | 52   | - |

## Source
- (en) Cet article est partiellement ou en totalité issu de l’article de Wikipédia en anglais intitulé « Dayton, Alabama » (voir la liste des auteurs).